# Dee Snider
David Daniel «Dee» Snider (Massapequa, Nueva York, 15 de marzo de 1955) es un cantante, compositor, personalidad radial y actor estadounidense, vocalista de la banda de glam metal Twisted Sister. Se ubicó en la posición n.º 83 de la lista de los "100 mejores cantantes de metal de todos los tiempos" hecha por la revista de música Hit Parader.

## Carrera

### Década de 1970 a 1980
A principios de 1976, Snider se unió a Twisted Sister y a partir de allí se convirtió en el único compositor de la banda. El grupo lanzó su primer álbum de estudio, Under the Blade, en septiembre de 1982 y desarrolló seguidores en el Reino Unido. Menos de un año después, Twisted Sister lanzó su segundo álbum, You Can't Stop Rock 'n' Roll. Su tercer álbum, Stay Hungry, llegó a las tiendas el 10 de mayo de 1984. Este se convirtió en el disco más exitoso de la banda con los éxitos "Were Not Gonna Take It" y "I Wanna Rock". Para enfatizar la imagen de la "hermana retorcida", Snider adoptó un personaje característico de drag inspirado en el metal con cabello largo y rizado rubio.y colorete, una marca de belleza y lápiz labial rojo brillante.
A mediados de la década de 1980, antes del estreno de Headbangers Ball, el primer programa de MTV que consistía enteramente en videos de heavy metal fue Heavy Metal Mania. El primer episodio se emitió en junio de 1985 y fue presentado por Snider. Presentó noticias de metal, entrevistas con artistas del género y coanfitriones en el estudio. Ese mismo año, en noviembre, Twisted Sister lanzó Come Out and Play, que vendió más de 500.000 copias en los Estados Unidos, pero se vio empañado por una mala gira de conciertos.
En 1985, el Centro de Recursos Musicales para Padres (PMRC) instigó una audiencia en el Senado, donde quería introducir un sistema de advertencia para los padres que etiquetaría todos los álbumes que contienen material ofensivo. El sistema incluía letras que identificaban el tipo de contenido objetable que se encontraba en cada álbum (por ejemplo, O para temas ocultos, S para sexo, D para drogas, V para violencia, etc.). Snider, John Denver y Frank Zappa testificaron contra la censura y el sistema de advertencia propuesto. Un sistema de este tipo nunca se implementó, pero el resultado de la audiencia dio lugar a lo que ahora es la etiqueta genérica "Aviso para los padres: contenido explícito ".
El PMRC fue formado inicialmente por las esposas de Washington D. C., los poderosos intermediarios, el senador Al Gore (D-TN) y el Secretario de Estado James Baker. Tipper Gore, en particular, se convirtió en el rostro del PMRC y en un papel público para Snider en las audiencias.
Love Is for Suckers, de 1987, fue el quinto álbum de Twisted Sister. El disco fue planeado originalmente para ser un esfuerzo en solitario de Snider, pero Atlantic Records animó a un lanzamiento bajo el nombre de Twisted Sister. La gira duró solo hasta octubre de ese año y el 12 de ese mes, Snider anunció su salida de la banda. Fue durante este tiempo que Snider formó Desperado, una banda con el ex baterista de Iron Maiden, Clive Burr; el ex guitarrista de Gillan, Bernie Torme; y el bajista Marc Russel. El único álbum del grupo, Ace, nunca ha sido lanzado oficialmente, pero fue fuertemente pirateado.en CD bajo el título Bloodied But Unbowed.

### Década de 1990
En la década de 1990, Snider formó Widowmaker con Joe Franco, un buen amigo de Twisted Sister y baterista del álbum Love Is for Suckers, además de Al Pitrelli y Marc Russel. El cuarteto grabó dos álbumes con un éxito underground limitado, titulados Blood and Bullets y Stand By for Pain. A finales de la década de 1990, Snider realizó una gira con una banda de "auto-tributo" llamada SMFs (Sick Mother Fuckers), a veces con el ex-baterista de Twisted Sister, AJ Pero. La alineación habitual incluía a Snider, Derek Tailer, Charlie Mills, Keith Alexander y Spike.
En 1993, compuso el tema principal de The Terrible Thunderlizards. Para 1994, Snider había, según admitió él mismo, "perdido cada centavo que ganaba. Iba en bicicleta a un trabajo de escritorio por $ 200 a la semana contestando teléfonos en una oficina".
En 1997, Snider comenzó a presentar The House of Hair, un programa de radio sindicado de hard rock / heavy metal de los años 80 en más de 200 estaciones de radio en América del Norte. Está sindicado por United Stations Radio Networks. El formato del programa dura dos o tres horas dependiendo de la versión del programa que transmita una estación de radio, y presenta el eslogan final de Snider, "¡Si no es de metal, es una mierda!"
En 1998, Snider había escrito una canción titulada "La magia del día de Navidad (Dios nos bendiga a todos)", que Celine Dion grabó para su álbum These Are Special Times. Según Snider, Dion en ese momento no sabía quién escribió la canción. Más tarde ese año, también escribió y protagonizó la película de terror Strangeland. Snider también ha escrito el guion de una secuela con el título provisional de Strangeland: Disciple. Sin embargo, en enero de 2008, Snider no se mostró optimista de que alguna vez vería la luz del día y dijo en una entrevista con Bullz-Eye.com que había llegado a un punto en el que debería "poner un cartel en mi sitio web que diga "¿Tienes diez millones de dólares? Llámame. Tengo el guion listo para funcionar. Robert Englund está adjunto, yo estoy adjunto. Si alguien habla en serio y quiere hacerlo, llámame. Pero no me llames". 'hasta que esté listo para entregar el cheque ' ". En mayo de 2009, Snider reveló en su programa de radio" The House of Hair "que Strangeland: Rising Sons seguirá adelante y que comenzará a rodar en el otoño de 2009 y originalmente estaba programado para su lanzamiento en 2010.

### 2000-presente
Desde junio de 1999 hasta agosto de 2003, Snider presentó un programa de radio matutino en una estación de Clear Channel de Hartford, Connecticut, Radio 104 (104.1 FM WMRQ), llamado Dee Snider Radio. Su programa volvió al aire por la noche en agosto de 2004 en 93.3 WMMR en Filadelfia, Pensilvania hasta junio de 2005. Se refirió con cariño a sus oyentes como sus "Peeps", y las pegatinas en euros "DEE", impresas por la estación, se podían ver en los parachoques de los autos de sus fanáticos en Connecticut, Nueva York, Nueva Jersey y Massachusetts. Otros miembros del programa matutino incluyeron a Nick Lentino, Beth Lockwood, "Psycho Dan" Williams, Sean Robbins y "Darkside Dave" Wallace. [9] Con frecuencia contó con invitados de alto perfil, incluidos Ozzy Osbourne, el luchador profesional Mick Foley y el cantante y bajista de Kiss, Gene Simmons.
En 2001, Snider fue la voz de Gol Acheron, el villano principal del videojuego de PlayStation 2 Jak and Daxter: El legado de los precursores. Al año siguiente, se reunió con Twisted Sister. Snider también se interpretó a sí mismo en la película para televisión de 2002 Warning: Parental Advisory. En 2003, apareció con el actor Arnold Schwarzenegger en eventos de campaña durante su campaña para recordar al actual gobernador de California, Gray Davis. Snider cantó el éxito de Twisted Sister, "We're Not Gonna Take It", que fue adoptado por la campaña de Schwarzenegger.
Snider también prestó su voz a Angry Jack en el episodio "Shell Shocked" para la caricatura de Nickelodeon SpongeBob SquarePants. Admitió ser un gran admirador del programa durante un documental del décimo aniversario del programa en 2009, y dijo que se le pidiera que expresara un personaje en el programa fue un absoluto honor. Cambió la letra de su famoso "I Wanna Rock" por "Goofy Goober Rock" para The SpongeBob SquarePants Movie.
Snider narra y presenta muchos programas y especiales en VH1, avances de películas, segmentos detrás de escena y características especiales de DVD. Apareció como la "voz" en los parachoques de la campaña de marca "Fiercely Independent" de MSNBC 2001/2002. Desde 2004, Snider ha narrado un espectáculo en vivo conocido como Van Helsing's Curse, que recorre los Estados Unidos alrededor de Halloween con una mezcla de música famosa con matices oscuros y una parte ocasional de la narración para acompañar la música. El concierto también se ha editado en CD. Snider organizó el concierto "Aftermath" de VH1 en 2008 en memoria de las víctimas y sobrevivientes del incendio del club nocturno Station en 2003.
Snider regresó a la radio en junio de 2006 con Fangoria Radio en el canal 102 de Sirius Satellite Radio de 9 a 12 del este.
Durante el invierno de 2008, Snider fue presentado como concursante en CMT 's Gone Country. El programa invitó a celebridades musicales a competir entre sí para ganar la oportunidad de lanzar una canción country. En 2008 Snider también apareció en el primer episodio de Kitchen Nightmares (temporada 2), elegido por Gordon Ramsay como parte del marketing para el relanzamiento del restaurante Handlebar. En el programa, Snider donó una motocicleta en la que los clientes de Handlebar podían ofertar a través del sitio web del restaurante.
Snider presenta Dead Art en Gallery HD, un espectáculo sobre la belleza y el arte de los cementerios. También presenta House of Hair, un programa de radio que toca música heavy metal. Snider ha aparecido en la serie original Z Rock de IFC Channel interpretando a un "gurú del rock".
El 27 de julio de 2010, Snider y su familia comenzaron a aparecer en el programa de telerrealidad Growing Up Twisted, transmitido por Arts and Entertainment Network.
El 8 de octubre de 2010, comenzó una carrera de 11 semanas en el elenco de Rock of Ages como Dennis, el dueño de The Bourbon Room, con su fecha oficial de inicio el 11 de octubre.
En 2011, Snider actuó con la banda de metalcore con sede en Ohio Attack Attack! en el escenario del Festival Bamboozle, tocando su canción "Turbo Swag". En el episodio del 15 de mayo de 2011 de The Apprentice, Snider apareció para ayudar a John Rich con su desafío final. Protagonizó un comercial con una audición simulada en la que aparecía como él mismo, y después de beber un refresco se convierte en el cantante principal de Twisted Sister (él mismo). Snider aceptó venir porque es amigo personal de Rich y quería apoyar el esfuerzo de caridad para St. Jude Medical Center.
Snider protagonizó el video de "Immaculate Misconception" de la banda de metalcore Motionless in White. El hijo de Snider, Cody Blue Snider, dirigió el video.
Snider y su familia aparecieron en Celebrity Wife Swap el 10 de enero de 2012. Su esposa Suzette intercambió lugares con la prometida de Flavor Flav, Liz.
En la grabación del Día de San Valentín de 2012 de Late Night with Jimmy Fallon, Snider se asoció con Donald Trump en una parodia basada en el formato del programa de juegos de televisión, Password. El 19 de febrero de 2012, Snider comenzó a aparecer como uno de los 18 concursantes que competían por convertirse en el próximo aprendiz de celebridades de Trump y fue despedido después de la octava prueba durante el séptimo episodio.
En 2012, Snider apareció como el personaje principal de un comercial que se transmite para la empresa Unibet. El video ha sido transmitido por la televisión comercial noruega desde el 5 de marzo de 2012, durante todo el verano. En el spot, Snider canta, con su aspecto distintivo como líder de Twisted Sister, una canción de rock llamada "Bet", escrita por el mismo Snider y compuesta por el artista noruego de heavy metal Ronni Le Tekrø.
Snider le pidió al partido de su compañero de fórmula republicano a la vicepresidencia Paul Ryan que no tocara su exitosa canción en su campaña.
El 6 de septiembre de 2012, Snider interpretó "We're Not Gonna Take It" en America's Got Talent. También en 2012, Snider interpretó a Larry, el dueño de un bar de buceo en el falso documental Future Folk sobre una banda alienígena de bluegrass.
El 24 de enero de 2013, en el City National Grove de Anaheim, Snider fue honrado como un asado en Revolver Magazine / Guitar World Rock and Roll Roast de Dee Snider.
El 4 de noviembre de 2014, debutó con su musical navideño original, Dee Snider's Rock and Roll Christmas Tale, en el Broadway Playhouse de Chicago. Durante la temporada navideña de 2015 llevó el musical a Toronto.
Snider proporcionó la narración de Attack of Life: The Bang Tango Movie, que es un documental dirigido por Drew Fortier sobre la banda de hard rock de los años 80 Bang Tango.

## Vida personal
Snider ha estado casado con su esposa Suzette, diseñadora de vestuario, desde 1981. Tienen cuatro hijos, Jesse Blaze Snider (nacido el 19 de septiembre de 1982), Shane Royal Snider (nacido el 29 de febrero de 1988), Cody Blue Snider ( nacida el 7 de diciembre de 1989) y Cheyenne Jean Snider (nacida el 31 de octubre de 1996), quien estaba en la banda They All Float. También tiene cuatro nietos. Su hijo mayor, Jesse, presentó MTV2 Rock, un programa de cuenta regresiva de videos musicales en 2003, y fue finalista en el programa Rock the Cradle de MTV en 2008. Dee apareció en el programa como mentor de Jesse. Jesse también es el cantante principal de la banda de punk-metal Baptized By Fire. Cody dirigió un video musical para la banda Motionless in White (para la canción "Immaculate Misconception") donde Dee actuó como estrella invitada en su filmación.
En las audiencias del Senado del Centro de Recursos Musicales para Padres (PMRC) de 1985, Snider declaró: "Nací y crecí como cristiano, y todavía me adhiero a esos principios".
En 2003 el cuñado de Snider, Vincent Gargiulo, fue asesinado. El asesino fue detenido en 2009.
Snider vivía a tiempo parcial en East Setauket, Nueva York. Apareció en MTV Cribs en 2005 para mostrar su casa en Long Island, junto con dos de sus cuatro hijos, Shane y Cheyenne.
En 2008, declaró en una entrevista de TMZ que votaría por Barack Obama porque John McCain (a quien le agradaba y apoyó durante muchos años) no reconocería los errores de George W. Bush que cometió mientras estaba en el cargo. [27]
El 11 de julio de 2013, después de que activistas por el derecho al aborto cantaron "We're Not Gonna Take It" para protestar por las restricciones al aborto en Texas, Snider tuiteó que él es "pro-aborto" y que no creía que ser cristiano y "pro-aborto" eran mutuamente excluyentes.
A raíz de las huelgas de maestros en Virginia Occidental y Oklahoma, Snider dedicó "We're Not Gonna Take It" a los maestros durante su actuación de "Rocktopia" en el Broadway Theatre de Nueva York el 9 de abril de 2018. La canción se había convertido en un himno para los maestros que protestaban en Virginia Occidental, Kentucky, Oklahoma y otros lugares, y Snider tuiteó su "apoyo [a la] causa del maestro mal pagado" después de ver un video de maestros de música en Oklahoma interpretando la canción.

## Proyectos

### Bandas
- Twisted Sister
- Widowmaker (USA-1)
- Desperado

## Discografía

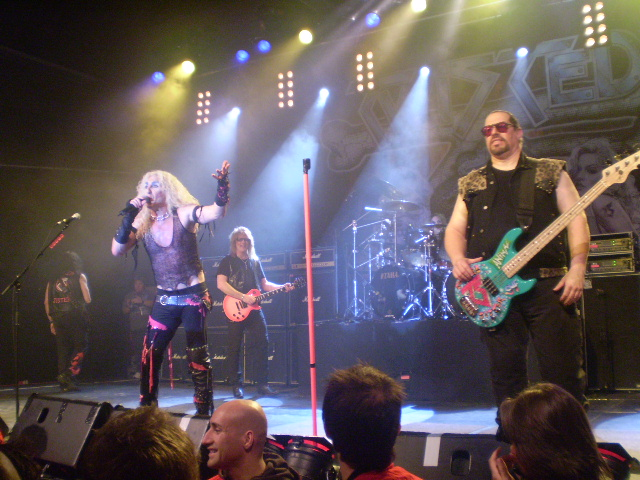
Dee Snider junto a su banda Twisted Sister en pleno recital.

### Twisted Sister
- Under the Blade (1982)
- You Can't Stop Rock 'n' Roll (1983)
- Stay Hungry (1984)
- Come Out and Play (1985)
- Love Is for Suckers (1987)
- Still Hungry (2004)
- A Twisted Christmas (2006)

### Widowmaker
- Blood And Bullets (Esquire, 1992)
- Stand By For Pain (Music Forn Nations, 1994)

### Desperado
- Ace (1990)
- Bloodied, But Unbowed (2004)

### Dee Snider's SMF
- SMF's Live/Twisted Forever (Coallier Entertainment, 1997)

### Van Helsing's Curse
- Oculus Infernum (2004)

### Como solista
- Never Let The Bastards Wear You Down (Koch, 2000)
- Dee Does Broadway (2012)
- We Are the Ones (2016)
- For the Love of Metal (2018)
- "Leave a Scar" (2021)

### Apariciones de invitados
- "Inconclusion" de Strangeland soundtrack (1998)
- "Crazy Train" en Bat Head Soup: A Tribute to Ozzy, 2000
- " Vete al infierno " en Humanary Stew: un tributo a Alice Cooper, 1999
- "Vete al infierno" en Welcome to My Nightmare: An All-Star Salute to Alice Cooper, 1999
- "Eleanor Rigby" sobre Axes 2 Axes de Eddie Ojeda, 2005
- "Años perdidos" en Números de la bestia: un tributo de las estrellas a Iron Maiden, 2005
- "Informe especial de SCG3" sobre Lordi : The Arockalypse, 2006
- "Detroit Rock City" en Spin The Bottle : An All-Star Tribute to KISS, 2004
- "Howard Stern" sobre Sirius, 8 de febrero de 2006; 2007
- "Espectáculo de suicidio de Saigón"; un episodio del programa de televisión The Upright Citizens Brigade, 1998
- "Manillar"; un episodio del programa de televisión Kitchen Nightmares, 2008
- "Episodio n. ° 1.7 "; un episodio del programa de televisión Z Rock (ZO2), 2008
- Monster Circus en vivo en Las Vegas Hilton del 19 al 21 y del 26 al 28 de marzo de 2009
- "Paint it Black" en Harder & Heavier-60's British Invasion Goes Metal, 2010
- "I Wanna Rock" en America's Got Talent, 2010
- Aprendiz de celebridades 15 de mayo de 2011
- "Fue un año muy bueno" en Sin-Atra, 2011
- VH1 's Me encanta la ... serie, 2002-2004
- Apareció en el programa de Chappelle en Comedy Central, temporada 1 episodio 6 como parte de la obra de teatro "Ask a Gay Dude - with Mario Cantone "; transmitido el 26 de febrero de 2003
- "The Haunting" en Ghostlights, de Avantasia, 2016
- "Contract Song" en XXX: 30 Years in Metal de Hansen, 2016
- "True Rocker" en True Rockers de Monster Truck (banda), 2018
- "Estas botas viejas" sobre los leones viejos todavía rugen por Phil Campbell, 2019
- "¡Sal! ¡Ahora!" en Transitus por Ayreon, 2020
- "Walk All Over You" en Remixed to Hell: A Tribute to AC/DC

## Filmografía
- La gran aventura de Pee-Wee (1985)
- Private Parts (1997)
- Strangeland (1998)
- Warning: Parental Advisory (2002)
- Van Helsing's Curse (2004)
- Kiss Loves You (2004)
- Metal: A Headbanger's Journey (2005)
- The Celebrity Apprentice (2012)
- The Celebrity Apprentice (2013)
- The History of Future Folk (2012)
- Cobra Kai (2021)

## Otras apariciones en los medios
- Motorcity (2012) - El duque de Detroit
- "Street Monkeys", SNI / SI Networks LLC (2011) - narrador
- SpongeBob SquarePants (2009) - interpretó al personaje Angry Jack en el episodio "Shell Shocked" aunque su nombre está mal escrito en los créditos (casualmente, la canción de Twisted Sister " I Wanna Rock " fue falsificada en The SpongeBob SquarePants Movie).
- Jak y Daxter: The Precursor Legacy (2001) - voz de Gol Acheron
- Penn Radio (19 de octubre de 2006) - entrevistado por Penn Jillette [35]
- Secret Mountain Fort Awesome - voz del hada de los dientes
- RadioShack : " Los 80 llamados " (2014) [36]
- Counting Cars (2016-2017): apareció en persona en tres episodios
- Cobra Kai (2021) - Apareció como él mismo en un concierto que visitan dos de los personajes. Realiza "I Wanna Rock".